# شيخوخة اليابان

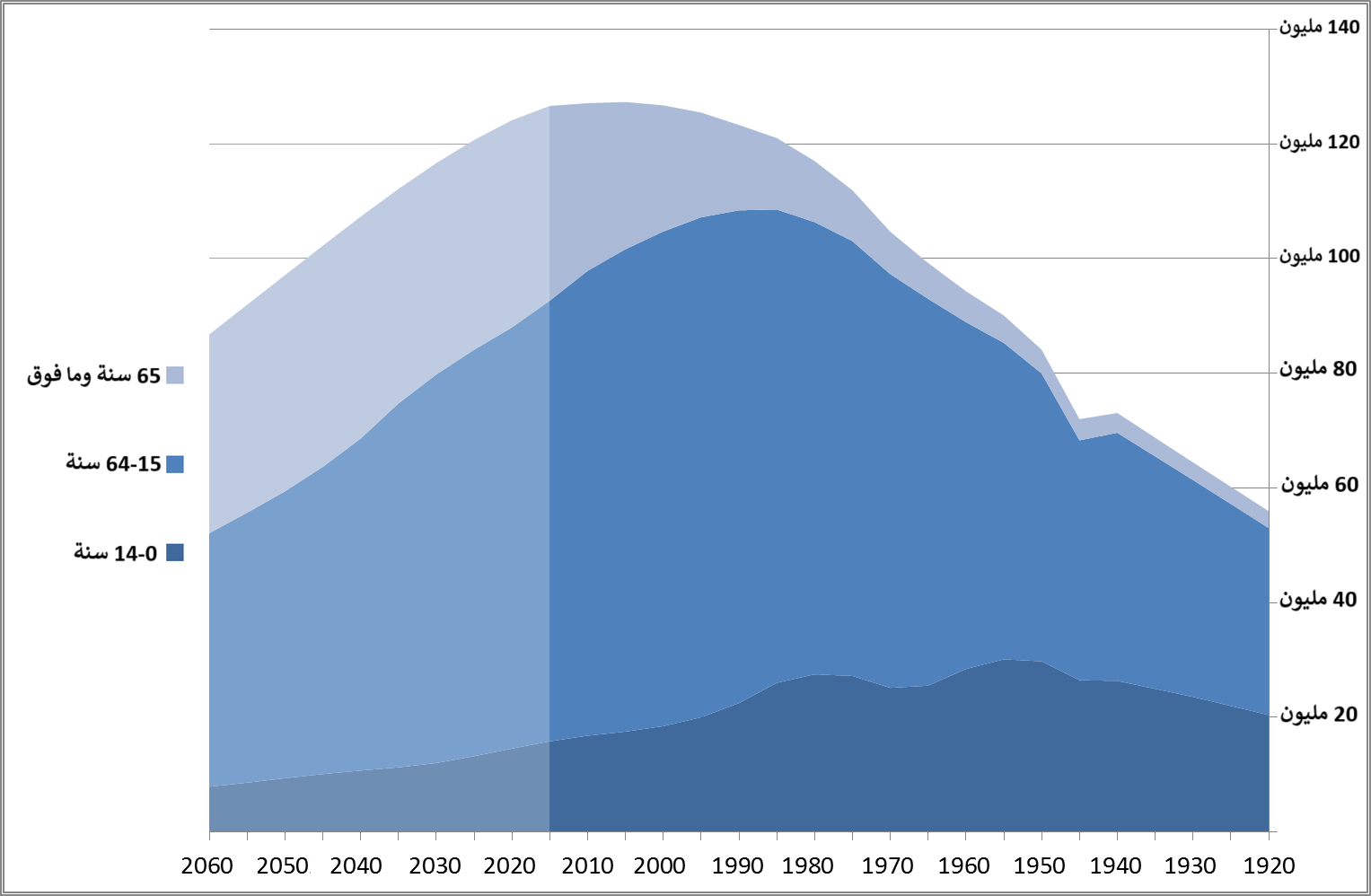
التعداد التاريخي لسكان اليابان (1920-2010) من نتائج التعداد السكاني للسنوات 1920، 1930، 1940، 1945، 1950، 1955، 1960، 1965، 1970، 1975، 1980، 1985، 1990، 1995، 2000، 2005، 2010. التوقعات السكانية (2011-2060) من المعهد الوطني لأبحاث السكان والضمان الاجتماعي (IPSS) في تقرير "توقعات السكان لليابان" (يناير 2012)، بناءً على افتراض الخصوبة المتوسطة، حيث يرتفع سن الزواج ونسبة الذين لا يتزوجون أبدًا بينما ينخفض معدل الخصوبة الكلي إلى 1.35 في عام 2060.

يُعتقد أن شيخوخة اليابان تفوق جميع الدول الأخرى، إذ يُزعم أنها تمتلك أعلى نسبة من المواطنين المسنين، وتعاني اليابان من مجتمع «الشيخوخة الفائقة» في كل من المناطق الريفية والحضرية. تقول تقديرات عام 2014 أن 33,0 % من سكان اليابان يبلغون فوق سن الستين و25,9 % يبلغون خمسة وستين عاماً أو أكثر و12,5 % يبلغون خمسة وسبعين عاماً أو أكثر، إذ يشكل الأشخاص الذين تبلغ أعمارهم خمسة وستين عاماً أو أكثر حوالي ربع إجمالي سكان اليابان؛ ويقدر أنهم سيصلون إلى الثلث بحلول عام 2050.
شهدت اليابان «طفرة إنجاب» بعد الحرب العالمية الثانية بين عامي 1947 و1949، إذ سهل قانون عام 1948 عمليات الإجهاض، ثم تلت تلك الطفرة فترة طويلة من انخفاض في معدلات الخصوبة أدت بدورها إلى شيخوخة السكان في اليابان، ومن المتوقع أن يستمر التقدم الكبير في السن داخل المجتمع الياباني كنتيجة لمعدلات الخصوبة الكلية التي لا تكفي لتجديد السكان وفق «قائمة الدول حسب متوسط العمر المتوقع».
بدأ عدد سكان اليابان بالانخفاض في عام 2011، وقد قُدر في عام 2014 بحوالي 127 مليون نسمة، كما من المتوقع أن يتقلص هذا الرقم إلى 107 مليون نسمة (بنسبة 16 %) بحلول عام 2040 وإلى 97 مليون نسمة (بنسبة 24 %) بحلول عام 2050 في حال استمرار التوجه الديموغرافي الحالي.
يرى المواطنون اليابانيون أن اليابان بلد مريح ومعاصر إلى حد كبير، وهو الأمر الذي دفعهم إلى عدم الشعور بوجود أزمة سكانية. استجابت حكومة اليابان للمخاوف المُتشكلة بسبب الضغوط التي تحدثها التغيرات الديمغرافية على الاقتصاد والخدمات الاجتماعية مع السياسات الهادفة إلى استعادة معدلات الخصوبة وجعل كبار السن أكثر نشاطاً في المجتمع.

## القوى المحركة للشيخوخة السكانية
تضاعف عدد سكان اليابان الذين تتراوح أعمارهم بين 65 عاماً أو أكبر حوالي أربع مرات تقريباً خلال الأربعين عاماً الماضية؛ ووصل إلى 33 مليون في عام 2014 (والذي يمثل 26 % من سكان اليابان)، وقد انخفض في نفس الفترة عدد الأطفال (14 سنة وأقل) من 24.3 % من السكان في عام 1975 إلى 12.8 % في عام 2014.
تجاوز عدد كبار السن عدد الأطفال في عام 1997، كما تجاوزت في عام 2014 مبيعات حفاضات البالغين مبيعات حفاضات الأطفال، وقد حدث هذا التغيير في التركيبة السكانية للمجتمع الياباني (المُشار إليه باسم شيخوخة السكان) في فترة زمنية أقصر من أي بلد آخر.
سوف يمثل اليابان في عام 2060 وفقاً للتوقعات المتعلقة بعدد السكان مع معدل الخصوبة الحالي؛ أكثر من 40 % من السكان الذين تتجاوز أعمارهم 65 عاماً، وسينخفض إجمالي عدد السكان بمقدار الثلث من 128 في عام 2010 إلى 87 مليون في عام 2060.
أنشأ خبراء الاقتصاد في جامعة توهوكو عداً تنازلياً للانقراض الوطني، والذي قدر أن اليابان لن يكون لديها سوى طفل واحد متبقي في عام 4205، وقد دفعت هذه التوقعات بتعهد رئيس الوزراء شينزو آبي لوقف الافتقار السكاني الحاصل عند 100 مليون شخص.

## الأسباب
تُعتبر شيخوخة السكان اليابانيين نتيجة لامتلاك اليابان مزيجاً من أدنى معدلات خصوبة في العالم وأعلى معدلات متوسط أعمار متوقعة.

### ارتفاع متوسط الأعمار المتوقعة
بلغ متوسط العمر المتوقع في اليابان عام 2016 خمسة وثمانون عاماً؛ إذ بلغ 81.7 للذكور و88.5 للإناث، كما يزداد عدد كبار السن بسرعة نظراً إلى انخفاض إجمالي عدد السكان الناتج عن انخفاض معدلات الخصوبة.
قللت العديد من العوامل مثل تحسين التغذية والتقنيات الطبية والدوائية؛ من انتشار الأمراض وحسنت ظروف المعيشة، وكان علاوة على ذلك السلام والازدهار في أعقاب الحرب العالمية الثانية جزءاً لا يتجزأ من النمو الاقتصادي الهائل لليابان بعد الحرب، والذي أدى بدوره إلى زيادة معدل الأعمار، كما ازدادت نسبة الإنفاق على الرعاية الصحية بشكل كبير؛ إذ يتردد السكان كبار السن على المستشفيات والأطباء؛ فقد بلغت نسبة الأشخاص الذين كانوا في المشفى وتراوحت أعمارهم بين 75 و79 عاماً حوالي 2.9 %، ونسبة الأشخاص الذين ترددوا على الأطباء خلال عام 2011 حوالي 13.4 %.
ازداد متوسط العمر المتوقع عند الولادة بشكل سريع منذ نهاية الحرب العالمية الثانية كنتيجة للتحسينات الطبية والغذائية؛ وذلك عندما كان متوسط العمر 54 عاماً للنساء و50 عاماً للرجال؛ كما ازدادت منذ الخمسينيات نسبة السكان الذين بلغت أعمارهم 65 عاماً وما فوق بشكل ثابت.
أُعزي تقدم العمر المتوقع إلى انخفاض معدلات الوفيات حتى الثمانينيات، ولكن ارتفعت هذه المعدلات مرة أخرى في عام 2013 إلى 10.1 لكل 1000 شخص؛ وهي أعلى نسبة تصل إليها منذ عام 1950.

### انخفاض معدل الخصوبة
كان معدل الخصوبة الكلي في اليابان (عدد الأطفال المولودين لكل امرأة خلال حياتها) أقل من عتبة الاستبدال التي بلغت 2.1 في عام 1974 ووصلت في عام 2005 إلى المستوى المنخفض 1.26 الذي لم يُعرف من قبل عبر التاريخ.
يعتقد الخبراء أن علامات الانتعاش الطفيف تعكس انتهاء «تأثير الإيقاع»، إذ استقبلت معدلات الخصوبة تغيراً كبيراً في توقيت ولادة وعدد الأطفال فضلاً عن أي تغيير إيجابي، وقد وصل معدل الخصوبة الإجمالي في عام 2016 إلى 1.41 مولوداً / امرأة.

### الاقتصاد والثقافة
ساهمت في أواخر القرن العشرين مجموعة من العوامل الاقتصادية والثقافية في انخفاض معدلات الولادة: الزيجات القليلة والمتأخرة والتعليم العالي والتحضر والأسر المعيشية وحيدة الابن (أكثر من الأسر الكبيرة) وضعف التوازن بين الحياة العملية والاجتماعية وزيادة مشاركة المرأة في القوى العاملة وانخفاض الأجور والعمل مدى الحياة وفجوة الأجور المرتفعة بين الجنسين وأماكن المعيشة الصغيرة وارتفاع تكلفة تربية الأطفال.
يواجه العديد من الشباب انعدام الأمن الاقتصادي بسبب انعدام الوظائف الدائمة، تُعتبر حوالي 40 % من القوى العاملة في اليابان قوى مؤقتة؛ بما في ذلك العاملين بدوام جزئي والعمال المؤقتين، إذ يكسب العمال المؤقتين حوالي 53 % أقل من الموظفين الدائمين؛ وذلك على أساس شهري قابل للمقارنة تبعاً لوزارة الأعمال. يُعدّ الشباب في هذه المجموعة هم الأقل عرضة للزواج أو التفكير به.

### معدلات العذارى
كان هناك في عام 2015 شخص من بين كل عشرة أشخاص يابانيين في الثلاثينيات من العمر لا يزال بتولاً ولم يحصل على أي تجربة جنسية، إذ شكلت النساء عديمة الخبرة الجنسية وذوات الميول الجنسية الطبيعية والمتراوحة أعمارهم بين 18 وحتى 39 عاماً؛ حوالي 21.7 % في عام 1992 وارتفعت إلى 24.6 % في عام 2015، كما شكل الرجال عديمي الخبرة الجنسية وذوي الميول الجنسية الطبيعية والمتراوحة أعمارهم بين 18 وحتى 39 عاماً؛ حوالي 20 % في عام 1992 وارتفعت النسبة إلى 25.8 % في عام 2015.
كما حصل الرجال الذين يملكون وظائف مستقرة وذات دخل مرتفع على فرص أكبر لممارسة الجنس، بينما انخفضت الفرص بالنسبة للرجال ذوي الدخل المنخفض من 10 إلى 20 مرة، ويُعتبر النساء ذوات الدخل المنخفض أكثر عرضة للإجهاد؛ وفقاً لاستقصاء الخصوبة الوطني الذي أجراه المعهد الوطني الياباني لأبحاث السكان والضمان الاجتماعي.
يُعتبر كل من المال والوضع الاجتماعي معياران مهمان للرجال في سوق المواعدة، فالرجال الذين يعانون من البطالة هم أكثر عرضة بثمان مرات ليكونوا عذارى، بينما ينخفض المعدل إلى أربع مرات بالنسبة للرجال الذين يعملون بدوام جزئي.